# Attenzione: fantasmi in transito
Attenzione: fantasmi in transito (The Scream Team) è un film per la televisione pubblicato negli Stati Uniti il 4 ottobre 2002.

## Trama
Due ragazzi si trasferiscono nella città dove il loro nonno è appena morto. I due scoprono poi che una società di fantasmi
sta cercando l'anima perduta del loro nonno. Decidono così di cercarla ma scoprono che un fantasma malvagio l'ha rubata. I due allora uniscono le loro forze con la Pattuglia delle Anime (in originale "Soul Patrol"), un gruppo di morti che va a caccia di fantasmi, per trovare le anime e distruggere gli spiriti cattivi. Alla fine scoprono il malvagio fantasma è stato un inventore incompreso la cui moglie è stata uccisa in un terribile incidente con una delle sue invenzioni e i suoi concittadini pensavano che l'avesse assassinata di proposito. Lui quindi cattura la Pattuglia, ma i due ragazzi riescono a farlo smettere. Lui rilascia gli spiriti catturati e va via. I ragazzi e il loro padre ritornano a casa per trovare l'anima del nonno, che li aspettava, avendo avuto un paio d'ore dalla Pattuglia per parlare con la sua famiglia. Lui rivela di come sia orgoglioso di suo figlio, cosa che non ha mai fatto nella vita. Il fantasma e il figlio trascorrono quelle ultime ore, prima del trasferimento finale nell'aldilà.